# リール (機構)

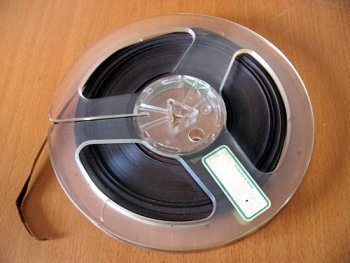
リール (AV)

AV機器におけるリール（英: reel）は、音響や映像（動画）、データを記録するテープ媒体において、テープを巻きつける部品。

## 構造
オープンリール方式においては、テープの端部（エッジ）を保護するため、アルミ合金などの金属またはプラスティックの円盤状の板（フランジ）でテープを巻きつけるハブ（芯）をはさんであり、記録容量（記録時間）に応じて目的ごとに各種サイズが規格化されている（インチ呼びが多い）。
カセットテープ方式やカートリッジテープ方式においては、カセットハーフによりテープ端部が保護されているため、フランジを省略する（コンパクトカセット）か、下側のみにフランジを設けることがある。